# Glee (1.ª temporada)
A primeira temporada da série de televisão musical de gênero comédia-drama (dramédia) Glee foi ao ar originalmente pelo canal FOX nos Estados Unidos. O episódio piloto foi transmitido, excepcionalmente, no dia 19 de maio de 2009, como uma pré-estreia. O restante da temporada foi transmitida entre os dias 9 de setembro de 2009 e 8 de junho de 2010. A temporada contém 22 episódios; os 13 primeiros foram transmitidos todas as quartas-feiras às 21h00min (UTC−5) e os outros 9 episódios foram ao ar nas terças-feiras no mesmo horário. A temporada foi produzida executivamente por Ryan Murphy, Brad Falchuk, e Dante Di Loreto; a produtora de Murphy ajudou a co-produzir a série juntamente com a 20th Century Fox.

## Enredo
A história começa com um professor de espanhol, William Schuester (Matthew Morrison), decidido a dirigir o clube do coral da escola em que leciona (e onde estudara na adolescência) e torná-lo motivo de orgulho novamente. Mas, para isso acontecer, ele terá que encarar vários obstáculos, como: um baixo orçamento, o controle obsessivo de sua esposa Terri (Jessalyn Gilsig), a baixa autoestima dos alunos, e claro, a treinadora das cheerleaders, campeã de seis títulos nacionais consecutivos, Sue Sylvester (Jane Lynch), que fará de tudo para impedir o sucesso do clube. Will fecha um acordo com o diretor da escola, Figgins, garantindo que se eles vencerem a competição regional de show do corais, o programa permanecerá, senão o clube acabará e a sala usada por eles será a alugada para adquirir dinheiro para a escola. Mas não será tão fácil vencer, pois além de Sue e problemas com sua esposa, ele terá que extrair dos alunos bastante talento se quiserem vencer as regionais.
Durante esse tempo, os alunos tentam achar seu lugar em um mundo no qual as diferenças não tem vez. A princípio o Glee Club só é frequentado por alunos excluídos e considerados perdedores: Rachel Berry (Lea Michele) é filha de dois pais gays e muito egoísta quando se trata de seu objetivo ser uma estrela. Kurt Hummel (Chris Colfer) é homossexual assumido, porém acaba enfrentando diversos preconceitos por ser do jeito que é. Mercedes Jones (Amber Riley) se considera a nova Witney Houston, mas é constantemente zoada por ser gorda e por nunca ter beijado alguém. Artie Abrams (Kevin McHale) sofre por ser paraplégico e ter que usar uma cadeira de rodas para se locomover. Tina Cohen-Chang (Jenna Ushkowitz) é uma asiática que canta muito bem, mas é extremamente tímida. O Glee Club começa a ir para a ruína, mas tudo muda quando Will, ao tentar fazer com que algum jogador de futebol entre no coral e ser ridicularizado por isso, escuta Finn Hudson (Cory Monteith), o capitão do time de futebol e o garoto mais popular do colégio cantar. Como já sabia que Finn nunca entraria por vontade própria no clube do coral, Will coloca um pacote de maconha medicinal no armário de Finn. Quando a droga é encontrada, Will obriga Finn a entrar no coral para o aluno não ser expulso. Finn primeiramente não gostar de estar no clube, mas depois ele acaba descobrindo uma paixão escondida pela música, e também por Rachel. Contudo, para competirem nas Regionais, o Novas Direções (nome dado ao coral) precisa de doze membros, e eles só tem seis.
Enquanto isso, Sue Sylvester, a treinadora das líderes de torcida do colégio, tenta mais do que tudo destruir o clube do coral. Para isso, ela coloca suas melhores cheerleaders como espiãs lá dentro: Quinn Fabray (Dianna Agron), a namorada de Finn e a capitã das líderes de torcidas do colégio, que entra no clube por também se sentir ameaçada por Rachel tentar conquistar Finn; Santana Lopez (Naya Rivera), a maior vadia da escola, que é extremamente malvada e Brittany S. Pierce (Heather Morris), a garota que dormiu com quase todos os garotos do colégio e que também não é muito inteligente. Logo depois, Puck (Mark Salling), junto com dois colegas do time de futebol, Mike e Matt, entram pro clube, atingindo os mínimos doze integrantes que precisam para competir.
Logo após, uma reviravolta acontece: Quinn se descobre grávida, mesmo sendo filha de pais muito religiosos e a presidente do clube do celibato do colégio. Ainda é revelado que o pai da criança não é Finn, mas sim Puck, o seu melhor amigo. Terri, a esposa de Will, também se revela grávida. Porém, pouco tempo depois, ela descobre que estava com gravidez psicológica, mas continua dizendo para Will que está esperando um filho dele para não magoá-lo. Quando Terri descobre que Quinn está grávida e que provavelmente vai dar o bebê para adoção, ela tenta convencer Quinn a dar a criança para ela, para Wiil nunca descobrir que ela estava mentindo. Quinn, ao princípio, aceita, mas ao passar por diversos acontecimentos relacionados à gravidez, como a descoberta de seus pais, sua expulsão de sua própria casa e a curta estadia na casa de Mercedes; ela decide ficar com a criança, para o desespero de Terri.
Um pouco antes das eliminatórias para as Regionais, Will descobre que Terri não estava grávida e pede o divórcio. Finn descobre através de Rachel que Puck é o pai da filha de Quinn. Assim, ele termina com ela e desfaz a amizade de anos com o amigo. Sue entrega para os corais que competirão com o Novas Direções a lista de músicas que eles irão cantar, e os fazem cantar por último, para que assim eles sejam acusados de plágio. Porém, o grupo organiza uma apresentação ás pressas e acabam ganhando, se classificando para as Regionais, mesmo sem os juízes saberem da trapaça dos outros dois grupos.
Finn e Rachel começam a namorar depois da vitória nas eliminatórias, mas ele termina com ela por não ter certeza de seus sentimentos pela mesma. Will e Emma, a orientadora pedagógica da escola também estão juntos, mas o relacionamento entre os dois fica difícil e os dois terminam; Finn tenta reatar com Rachel, mas ela se apaixona pelo líder do principal rival do Novas Direções nas Regionais, Jesse St. James (Jonathan Groff), e os dois começam a namorar. Ele se transfere para McKinley e ajuda Rachel a entrar numa busca que ela nunca pensou que conseguiria fazer: encontrar sua mãe biológica. Depois de muitas reviravoltas, ela finalmente a encontra, e ainda descobre que sua mãe é Shelby Corcoran (Indina Menzel), a treinadora do Vocal Adrenaline, principal rival de seu coral. Descobre-se depois que Jesse aproximou-se de Rachel de propósito para fazê-la encontrar Shelby, mas que ele de fato apaixonou-se por ela no processo. No entanto, para proteger o Vocal Adrenaline, ele a trai, voltando a seu coral de origem e posteriormente jogando ovos em sua cabeça, deixando-a extremamente triste.
Com a chegada das Regionais, o grupo sente-se desmotivado pois tem certeza de que nunca irá superar o Vocal Adrenaline. No entanto, Will diz a seus alunos para se divertirem acima de tudo, e o que tiver que acontecer irá acontecer. Com isso, o Novas Direções cantam uma mistura de músicas da banda Journey, principal inspiração de todos. Quinn dá a luz à sua filha, Beth, logo após a apresentação de seu coral, doando ela em seguida à mãe biológica de Rachel, Shelby.
Tem-se ainda nesta temporada uma jornada de auto-aceitação de diversos personagens: Artie, após ser menosprezado pelos próprios membros do coral, e estes serem obrigados por Will a usarem uma cadeira de rodas por uma semana inteira como punição, se dá conta de que talvez sua condição mão traga tantos males quanto imagina. Tina, com a ajuda de seu então namorado Artie, consegue aceitar sua carência e timidez e assumir-se da maneira que verdadeiramente é. Mercedes, após passar um breve período como líder de torcida (por causa de sua voz) e desenvolver um distúrbio alimentar por cauda da pressão de Sue para se tornar mais magra, assume seu corpo e para de se importar com opiniões alheias acerca de sua forma física. Finn assume seu amor pela música, tornando-se extremamente fiel ao grupo do coral, mesmo com as piadinhas que sofre. Puck se descobre um excelente companheiro ao longo da gravidez de Quinn, mesmo com alguns deslizes, e esta se torna totalmente agradecida ao grupo do coral, por estes serem os únicos que a verdadeiramente acolheram ao longo de sua gravidez. Santana e Brittany descobrem que podem ser pessoas muito melhores do que as cheerleaders malvadas que sempre foram. Mas a maior aceitação se dá por conta de Kurt, que após assumir-se a seu pai e este aceitar seu filho como é, passa a se aceitar, por mais ofensivos que possam ser os comentários deferidos a si.
O Novas Direções infelizmente fica em último lugar nas Regionais, mas, com a inesperada ajuda de Sue, eles conseguem mais um ano na escola para provar seu talento.

## Recepção
A temporada foi recebida com críticas favoráveis, com um Metascore – uma média ponderada baseada na visão de 18 resenhas críticas – de 77%. As músicas usadas na primeira temporada tiveram um grande sucesso comercial, ao todo foram mais de sete milhões de cópias das músicas do elenco de Glee vendidas digitalmente.  Em 2009, a versão de "Don't Stop Believin'" tornou-se o primeiro sucesso, e outras versões rapidamente tornaram-se populares em todo o mundo, enquanto os álbuns lideravam as paradas na Irlanda e em outros países. A temporada foi indicada para 19 Emmy Awards, 4 Golden Globe Awards, 6 Satellite Awards e outro 57 prêmios. Sendo acompanhado do lançamento de quatro DVDs: Glee – Pilot Episode: Director's Cut, Glee – 1ª Temporada - Volume 1: Em Busca da Fama contendo os episódios um ao treze, Glee – 1ª Temporada - Volume 2: Em Busca da Fama contendo os episódios catorze ao vinte e dois, e Glee – Primeira Temporada Completa

## Elenco

### Elenco Principais
- Dianna Agron como Quinn Fabray (22 episodios)
- Chris Colfer como Kurt Hummel (22 episodios)
- Jessalyn Gilsig como Terri Del Monico (13 episodios)
- Jane Lynch como Sue Sylvester (22 episodios)
- Jayma Mays como Emma Pillsbury (22 episodios)
- Kevin McHale como Artie Abrams (22 episodios)
- Lea Michele como Rachel Berry (22 episodios)
- Cory Monteith como Finn Hudson (22 episodios)
- Matthew Morrison como Will Schuester (22 episodios)
- Amber Riley como Mercedes Jones (22 episodios)
- Mark Salling como Noah Puckerman (22 episodios)
- Jenna Ushkowitz como Tina Cohen-Chang (22 episodios)

### Elenco recorrente
- Patrick Gallagher como Ken Tanaka (10 episodios)
- Iqbal Theba como Sr. Figgins (17 episodios)
- Stephen Tobolowsky como Sandy Ryerson (7 episodios)
- Mike O'Malley como Burt Hummel (5 episodios)
- Romy Rosemont como Carole Hudson (5 episodios)
- Naya Rivera como Santana Lopez (22 episodios)
- Heather Morris como Brittany Pierce (21 episodios)
- Harry Shum, Jr. como Mike Chang (19 episodios)
- Dijon Talton como Matt Rutherford (19 episodios)
- Max Adler como David Karofsky (5 episodios)
- James Earl como Azimio (5 episodios)
- Ashley Fink como Lauren Zizes (4 episodios)
- Josh Sussman como Jacob Ben Israel (10 episodios)
- Lauren Potter como Becky Jackson (4 episodios)
- Kent Avenido como Howard Bamboo (4 episodios)

### Estrelas Convidadas
- Kristin Chenoweth como April Rhodes (2 episodios)
- Jonathan Groff como Jesse St. James (7 episodios)
- Idina Menzel como Shelby Corcoran (5 episodios)
- Neil Patrick Harris como Bryan Ryan (1 episodio)
- Josh Groban como ele mesmo (2 episodios)
- Olivia Newton John como ela mesma (2 episodios)

## Episódios
| N.º na série | N.º na temp. | Título                                             | Dirigido por        | Escrito por                              | Exibição original      | Cód. de produção | Audiência (milhões) |
| --- | ------------ | -------------------------------------------------- | ------------------- | ---------------------------------------- | ---------------------- | ---------------- | ------------------- |
| 1 | 1            | "Pilot" "(Piloto)" (BR)                            | Ryan Murphy         | Ryan Murphy & Brad Falchuk & Ian Brennan | 19 de maio de 2009     | 1ARC79           | 9.62                |
| Will Schuester é professor de espanhol na McKinley High School, e decide assumir o glee club da escola depois que o antigo responsável é demitido graças a Rachel. Para isso, ele precisa pagar, já que o diretor considera que o clube não oferece qualquer benefício para a escola; por ter sido membro quando estudava e desejar que ele volte aos seus tempos de glória, Will aceita. O Novas Direções é primeiramente composto por Rachel Berry, Mercedes Jones, Kurt Hummel, Tina Cohen-Chang e Artie Abrams. Os cinco alunos fazem um número juntos, mas é uma catástrofe. Quando Will descobre que Finn Hudson, o quarterback do time de futebol americano da escola, tem um talento secreto, o convence a entra no clube para que não seja acusado de envolvimento com drogas. Ken Tanaka, treinador do time e amigo de Will, está interessado em Emma Pillsbury, a orientadora da escola, mas percebe que ela está interessada no amigo, que é casado. Terri, esposa de Will, usa a descoberta de uma gravidez para pedir a Will que procure um emprego em que ganhe melhor. Ele considera a ideia, mas depois de conversar com Emma e ver uma apresentação dos membros do clube, onde eles tiram um nove, escolhe permanecer na escola. |              |                                                    |                     |                                          |                        |                  |                     |
| 2 | 2            | "Showmance" "(Romance no Ar)" (BR)                 | Ryan Murphy         | Ryan Murphy & Brad Falchuk & Ian Brennan | 9 de setembro de 2009  | 1ARC01           | 7,30                |
| O Novas Direções faz uma apresentação considerada bastante vulgar, em uma tentativa de atrair novos membros, pois eles descobrem que só podem competir com, no mínimo, doze. Will arruma um segundo emprego na escola, que acaba lhe aproximando de Emma. Ela se assusta com essa aproximação e, como forma de se afastar dele, aceita sair com Ken. Terri descobre que sua gravidez é psicológica, mas não tem coragem de contar isso para Will e acaba inventando que eles terão um menino. As líderes de torcida Santana Lopez, Brittany Pierce e Quinn Fabray, namorada de Finn, entram para o clube por ordem da treinadora Sue Sylvester, que deseja acabar com ele. Enquanto isso, Rachel e Finn beijam-se durante um ensaio, mas ele decide que não irá deixar Quinn. |              |                                                    |                     |                                          |                        |                  |                     |
| 3 | 3            | "Acafellas" "(Acafellas)" (BR)                     | John Scott          | Ryan Murphy                              | 16 de setembro de 2009 | 1ARC02           | 6,64                |
| Will forma uma boyband de a cappella chamada Acafellas, e acaba por negligenciar o glee club. Depois que dois membros deixam a Acafellas, Finn e seu companheiro de futebol americano Puck, entram na banda. Sandy Ryerson, ex-responsável pelo glee também entra, pois garante que fará com que Josh Groban esteja na próxima apresentação, mas este só queria se livrar de Sandy. Durante a ausência de Will, os membros do clube contratam um famoso coreógrafo para treiná-los, como sugestão das líderes de torcida, que esperam que o rigor faça alguns abandonarem o grupo. Mercedes começa a ter sentimentos românticos por Kurt, mas se magoa quando ele lhe diz que é gay e quebra o vidro de seu carro. Will percebe que sua paixão é ensinar, não se apresentar, e volta a dar atenção para o Novas Direções. |              |                                                    |                     |                                          |                        |                  |                     |
| 4 | 4            | "Preggers" "(Grávidas)" (BR)                       | Brad Falchuk        | Brad Falchuk                             | 23 de setembro de 2009 | 1ARC03           | 6,63                |
| Kurt entra para o time de futebol americano, em uma tentativa de impressionar seu pai. Quinn descobre que está grávida e diz a Finn que o bebê é dele, quando na verdade é de Puck. Finn pede a Will que ensine o time a dançar, esperando que isso os ajude a ganhar o jogo e aumente suas chances de receber uma bolsa de estudo. Terri conta a sua irmã que não está grávida de verdade, e esta sugere que ela continue fingindo e depois consiga um bebê. Puck, Mike Chang e Matt Rutherford entram no glee clube, o que os deixa com os doze membros necessários para competir. Kurt conta para seu pai que é gay, mas este não se mostra muito surpreso e apenas espera que o filho tenha certeza. Sue e Sandy unem-se para tentar destruir o clube, e conseguem tirar Rachel, que se irrita quando Will oferece um solo de West Side Story que ela queria para Tina. Tina, no entanto, desafina, mas ainda assim fica com o solo. |              |                                                    |                     |                                          |                        |                  |                     |
| 5 | 5            | "The Rhodes Not Taken" "(Uma Segunda Chance)" (BR) | John Scott          | Ian Brennan                              | 30 de setembro de 2009 | 1ARC04           | 7,4                 |
| Finn, Quinn e o Novas Direções tentam fazer um ensaio, mas os enjoos de Quinn os impede. Will, tentando encontrar um décimo-segundo membro que substitua Rachel, recruta uma antiga estrela do clube, April Rhodes - que havia se tornado alcoólatra - mesmo contra a vontade de Emma. April e Rachel têm um desentendimento, pois April quer seu sucesso de volta. Finn flerta com Rachel, em um esforço para fazê-la voltar. Ele a leva para um encontro, num jogo de boliche, onde os dois se beijam. Enquanto isso, Will e April cantam juntos, realizando o sonho de Will. Rachel acaba retornando, pois Sandy estava sempre a reprovando, mas se irrita ao descobrir que Quinn está grávida e vai embora novamente, dando um tapa na cara de Finn. Will percebe que o lugar de April não é no clube após a apresentação da mesma com o Novas Direções, e a encoraja a manter-se sóbria e ir atrás de seu sonho de se apresentar na Broadway. A saída de April faz com que Rachel acabe decidindo fazer seu segundo retorno e uma apresentação com o Novas Direções. |              |                                                    |                     |                                          |                        |                  |                     |
| 6 | 6            | "Vitamin D" "(Vitamina D)" (BR)                    | Elodie Keene        | Ryan Murphy                              | 7 de outubro de 2009   | 1ARC05           | 7,28                |
| Durante o ensaio de uma coreografia, Will percebe que os alunos não estão dando o melhor e que estão confiantes demais. Ele explica para Emma que isso começou uma semana antes, quando ele informou que os grupos que iriam enfrentar seriam uma escola só de surdos e outra só de garotas delinquentes nas seletivas. Sue interrompe a conversa e, graças a ela, Will promove uma competição entre os garotos e as garotas do glee club, no qual devem apresentar um mash-up, uma mistura de duas canções. Sue conta à Terri sobre Will e Emma, e ela se torna a enfermeira do colégio, no intuito de vigiá-los. Will convida Emma para ser jurada na competição. Finn sente-se constantemente cansado e Rachel fica decepcionada ao ver que as garotas querem improvisar. Terri entrega pílulas de vitamina D para os garotos do clube, o que acaba melhorando sua performance. Rachel e Quinn conversam e ela pede para que Quinn participe da competição, já que a mesma não participava mais dos ensaios. Ken pede Emma em casamento, após o incentivo de Terri, e ela, mesmo relutante, acaba aceitando. Kurt confessa às meninas que tomaram a vitamina e elas também tomam e fazem seu mash-up. Terri encontra Will e Emma juntos e as duas discutem. Quinn aceita deixar que Terri adote seu bebê quando ele nascer, o que permite que ela continue fingindo que está grávida. Ambos os lados confessam, o que anula a competição. Terri é demitida e Sue torna-se co-diretora do clube. |              |                                                    |                     |                                          |                        |                  |                     |
| 7 | 7            | "Throwdown" "(A Separação)" (BR)                   | Ryan Murphy         | Brad Falchuk                             | 14 de outubro de 2009  | 1ARC06           | 7,65                |
| Quinn faz sua primeira ultra-som ao lado de Finn. Will e Sue não conseguem se entender como co-diretores. Sue tenta destruir o clube, sugerindo que Will está neglicenciando as minorias para colocá-los uns contra os outros. Os dois separam o Novas Direções, e Will fica com Rachel, Finn, Quinn, Brittany e Puck, enquanto Sue fica com Kurt, Mercedes, Artie, Tina, Santana, Mike e Matt. Ela escolhe uma música que o grupo inteiro possa participar, enquanto Will escolhe um dueto para Rachel e Finn, o que resulta na saída de Puck e Brittany, graças à Quinn, sob influência de Sue. Quinn e Rachel têm uma pequena discussão por causa de Finn. Quando o repórter da escola, Jacob Ben Israel, descobre que Quinn está grávida, Rachel tenta impedi-lo de contar para o resto da escola, mas Sue o obriga a publicar. Terri chantageia seu médico para fingir que ela está grávida de verdade quando Will a acompanha na ultra-som. O Novas Direções faz um número de incentivo para Quinn, para mostrar que estão do seu lado. Depois de protestos, Sue abandona o cargo de co-diretora do glee club, querendo ficar apenas como conselheira. |              |                                                    |                     |                                          |                        |                  |                     |
| 8 | 8            | "Mash-Up" "(Mistura Perfeita)" (BR)                | Elodie Keene        | Ian Brennan                              | 21 de outubro de 2009  | 1ARC07           | 7,15                |
| Quinn e Finn percebem que não são mais populares entre os alunos da escola, por estarem no glee clube e por Quinn estar grávida. Will fica responsável por criar um mash-up para o casamento de Ken e Emma, que será no Havaí. Quinn e Finn pedem conselhos à Emma sobre ser popular, mas esta apenas diz para usarem óculos escuros e serem eles mesmos. Will e Emma caem no chão enquanto ensaiam os passos da música que Ken escolheu, e ele os espia. Finn briga com alguns jogadores do time de futebol e Ken sugere que o time seja mais unido, acrescentando um treino na mesma hora em que ocorre os ensaios do clube do coral, forçando os membros do clube e do futebol americano a escolher entre os dois. Rachel e Puck começam a sair, pois ele teve um sonho onde devia namorar com uma judia. Quinn e Finn começam a usar óculos escuros, mas não funciona e Finn é pressionado a aparecer no treino de futebol. Sue torna-se mais amigável quando começa a sair com o âncora Rod Remington, e conta à Will sobre Ken e seu treino de futebol. Ken discute com Will sobre Emma, e mantêm o seu treino no horário do coral. Puck leva suco na cara e Rachel o ajuda a limpar, onde ele diz que escolherá o futebol. Will e Emma ensaiam a música dela e Will lhe conta sobre seu confronto com Ken. Quando dá 15:30, Mike, Matt e Puck retornam para o coral e apenas Finn fica no time de futebol. Ele é forçado pelo time a jogar suco em Kurt, mas este pega o copo e joga em si mesmo. Sue descobre que estava sendo traída e volta a ser como antes. Will e Finn conversam e ele pede à Finn para voltar para o coral. Finn resolve conversar com Ken e este cancela o treino. Sue retira Quinn das líderes de torcida, por estar grávida e por ser uma vergonha. Will confessa à Emma que não está conseguindo misturar as músicas e ela agradece pelas aulas de dança. |              |                                                    |                     |                                          |                        |                  |                     |
| 9 | 9            | "Wheels" "(Cadeiras-de-Roda)" (BR)                 | Paris Barclay       | Ryan Murphy                              | 11 de novembro de 2009 | 1ARC08           | 7,53                |
| Os membros do clube começam a vender bolinhos, com o objetivo de arrecadar dinheiro para o aluguel de um ônibus especial para que Artie, que é paraplégico, possa viajar com eles para as seletivas, e não de carona com o pai. Will quer que o coral ande de cadeira de rodas e até faça um número com elas. Quinn precisa de dinheiro para os gastos com a gravidez, e Puck se oferece para ajudá-la. O diretor Figgins obriga Sue a fazer audições abertas para a escolha de novas líderes de torcida, e ela escolhe Becky Jackson, uma aluna com síndrome de down. Kurt deseja o solo de uma música tradicionalmente cantada por uma mulher, que é dado a Rachel. Os dois competem para decidir qual deles irá ganhá-lo. Depois que Burt, pai de Kurt, recebe uma ligação anônima na qual o filho é ofendido por ser gay, ele decide perder de propósito, para não expor mais o seu pai. Artie e Tina se beijam, mas ele se chateia quando ela confessa que apenas fingia ser gaga, pois sentia que isso os dava algo em comum e, depois, o Novas Direções faz seu número de cadeira de rodas. |              |                                                    |                     |                                          |                        |                  |                     |
| 10 | 10           | "Ballad" "(A Balada)" (BR)                         | Brad Falchuk        | Brad Falchuk                             | 18 de novembro de 2009 | 1ARC09           | 7,36                |
| Will sorteia pares entre os membros do clube, para cantarem uma balada juntos. Como Matt Rutherford não está presente, ele é forçado a colocar o seu nome e fazer um dueto com Rachel, que desenvolve uma paixão por ele. Will tenta desencorajá-la gentilmente, lembrando-se de uma estudante que havia se apaixonado por ele e, depois que disse que nada seria possível entre os dois, tentou se matar. Finn, seguindo o conselho de Kurt, seu parceiro, conta para os pais de Quinn que os dois terão um filho, cantando uma música, e o pai dela a expulsa de casa. Ela vai, então, morar com Finn e sua mãe. Puck conta para Mercedes que ele é o verdadeiro pai do bebê que Quinn está esperando e ela diz para que ele deixe Quinn em paz, já que ela havia escolhido Finn como pai. |              |                                                    |                     |                                          |                        |                  |                     |
| 11 | 11           | "Hairography" "(Coreohairfia)" (BR)                | Bill D'Elia         | Ian Brennan                              | 25 de novembro de 2009 | 1ARC10           | 6,10                |
| Will desconfia que Sue quer prejudicar o clube junto com seus rivais nas seletivas, o que o leva a se encontrar com os diretores dos outros clubes. O clube da Jane Addams Academy, formada por garotas que estiveram no reformatório, acaba se apresentando no auditório deles e Will ficam intimidado com sua "cabelografia", mas Rachel lhe diz que é apenas uma distração, pois seus vocais e dança não são muito bons. Terri compra um carro para Will, para distraí-lo e pensar menos no bebê. Quinn decide ficar com sua filha e a irmã de Terri, Kendra, a contrata para ser babá de seus filhos, para mostrar como é difícil cuidar deles. Rachel muda seu visual com a ajuda de Kurt, sob influência de Quinn, que queria distrair Finn, e ela e Finn resolvem ir para sua casa na sexta-feira. Quinn convida Puck para ser babá com ela no mesmo dia e ele aceita. Brittany mostra ao Novas Direções como se faz uma cabelografia, o que deixa Sue constrangida, levando à uma discussão com Will. Rachel segue os conselhos de Kurt e decepciona Finn, percebendo que Kurt queria afastá-los. Quinn e Puck conseguem cuidar dos filhos de Kendra, e Will e Phil, marido de Kendra, conversam sobre o carro, onde Phil diz que não tem como colocar uma cadeira de bebê lá. Santana diz à Quinn que Puck estava distraído enquanto eram babás porque eles estavam tendo uma conversa sensual pelo celular, e não porque ele estava falando com Mike. Os alunos da Dalton Rumba, uma escola para surdos, também visitam o Novas Direções. O Novas Direções faz uma apresentação. Depois, os dois se juntam em uma apresentação. Quinn olha o celular do Puck com as mensagens da Santana e ele diz que mesmo sendo pai, não deixará de ser quem ele é e, assim, Quinn decide dar sua bebê para Terri novamente. Will vende seu carro e compra um novo, para a família toda. Finn conta para Quinn sobre seu caso com a Rachel na noite anterior e ela fica feliz por ele ter contado. Will pede desculpas à Sue pela cabelografia e mostra-lhe a lista das músicas, e esta mostra a lista para os corais rivais, sendo que o grupo deveria dividir a lista e que Sue faria com que o Novas Direções se apresentassem por último, para parecer que eles os copiaram. |              |                                                    |                     |                                          |                        |                  |                     |
| 12 | 12           | "Mattress" "(Era uma Vez um Colchão)" (BR)         | Elodie Keene        | Ryan Murphy                              | 2 de dezembro de 2009  | 1ARC11           | 8,14                |
| Emma e Ken marcam seu casamento para o mesmo dia das seletivas e este não será mais em Havaí. Sue diz que o Novas Direções não aparecerá no anuário, Thunderclap, o que revolta Will. Kurt mostra o anuário com fotos dos clubes de corais anteriores, onde as fotos estão vandalizadas, e sugere que o Novas Direções não tire fotos. Will, sem saber da situação das fotos, conversa com o diretor Figgins com o objetivo de permitir que os alunos do coral possam tirar uma foto. O diretor diz que só quer impedir que o coral passe por mais humilhações, mas acaba cedendo se Will pagar trezentos e vinte e cinco dólares. Quinn sente falta de ser líder de torcida e quer aparecer na foto das líderes de torcida no anuário. Will paga o dinheiro ao diretor e conta ao clube do coral que conseguiu um quarto da página no anuário e que terão de fazer uma votação para escolher dois capitães de times, mas todos votam em Rachel. Will fica triste pelos alunos ainda terem vergonha do coral e conta à Emma que acha que Ken marcou o casamento para o dia das Seletivas de propósito, mas ela não concorda. Will pede para Rachel procurar um co-capitão, e Finn aceita, mas é humilhado por alguns jogadores de futebol e decide não aparecer na foto. Rachel sente-se triste demais para tirar a foto sozinha, mas se recupera. O fotógrafo diz que terá de gravar um comercial de colchões, e Rachel se oferece para participar dele junto com o coral. Will encontra a barriga falsa de Terri e ela confessa que era uma gravidez psicológica e que ficaria coma filha de Quinn. Com o comercial, o coral é pago com colchões, e Will dorme num deles, na escola. Quinn conversa com Sue sobre seu lugar na foto do anuário, e Sue diz que viu o comercial dos colchões e que o coral está encrencado. Figgins confirma e Sue diz que receber pagamento por um serviço faria com que não fossem mais considerados amadores e fossem desclassificados da competição. Will confessa que foi ele quem usou o colchão e Figgins diz que o coral acabou. Quinn chantageia Sue, pois esta dava presentes para as líderes de torcida e que Sue seria expulsa da competição se o diretor soubesse disso e, também, quer que o clube do coral apareça em uma página inteira no anuário, de graça, sendo que Sue teria de deixar uma das seis páginas para eles. Então, Sue permite que Quinn participe da foto, mas ela não quer mais fazer parte das líderes de torcida. Will diz que não poderá acompanhá-los na competição, já que foi ele quem aceitou o pagamento ao dormir no colchão, e não eles, que poderiam competir se não fizesse parte. O Novas Direções tira a foto para o anuário e esta é riscada e vandalizada. |              |                                                    |                     |                                          |                        |                  |                     |
| 13 | 13           | "Sectionals" "(As Seccionais)" (BR)                | Brad Falchuk        | Brad Falchuk                             | 9 de dezembro de 2009  | 1ARC12           | 8,13                |
| Mercedes conta ao Novas Direções, com exceção de Rachel e Finn, sobre o Puck ser pai. Emma adia seu casamento para poder ir às Seletivas com o coral. Will se despede deles e Rachel e Mercedes acabam discutindo por Rachel sempre cantar. Emma deixa Mercedes fazer um solo e todos gostam, incluindo Rachel. Rachel conta para Finn que Quinn está grávida de Puck e não dele. Os dois brigam e Finn sai do grupo. Ela pede desculpas à Quinn, pois queria separá-los para ficar com Finn. Puck diz que será um bom pai e que quer ficar com Quinn, mas ela quer fazer isso sozinha. Jacob, o repórter da escola, entra para o coral como substituto de Finn. O Novas Direções é o último a se apresentar, começando pelo coral da Jane Addams, que canta duas músicas da setlist deles. Emma fica desesperada e pede ajuda à Will, que discute com Sue, que deu a lista de músicas. Ele convence Finn a voltar ao coral. Emma tem uma conversa com os diretores dos corais adversários e, depois, o coral de surdos se apresenta com uma terceira música que o Novas Direções planejava cantar. Quinn, Santana e Brittany admitem serem espiãs de Sue, e que foi Brittany quem deu a lista de músicas à Sue. Mercedes admite que Rachel é a melhor cantora, e esta diz que tem uma música. Finn aparece, tomando seu lugar de volta e diz ter usado a copiadora das líderes de torcida, que depois quebrou, para imprimir a letra de uma nova música para ser o número final. Will acompanha a apresentação do Novas Direções através do celular, que começa com um solo de Rachel, seguida por uma número de grupo. Enquanto eles escutavam a conversa dos jurados atrás da porta, a diretora do coral de Jane Adams, Grace Hitchens, parabeniza o Novas Direções e diz que avisará aos jurados sobre a trapaça, mas os jurados se retiram, com uma decisão. Mesmo sem saberem que os outros grupos haviam trapaceado, dão o primeiro lugar para o Novas Direções. Will termina com Terri e vai ao casamento de Emma, mas ela diz que terminou com Ken. Diretor Figgins diz que Sue não será mais treinadora das líderes de torcida e que está suspensa da escola, enquanto que Will voltará a ser diretor do coral. O Novas Direções faz um número para Will e comemoram o primeiro lugar. Ele e Emma começam a namorar. |              |                                                    |                     |                                          |                        |                  |                     |
| 14 | 14           | "Hell-O" "(Alô)" (BR)                              | Brad Falchuk        | Ian Brennan                              | 13 de abril de 2010    | 1ARC13           | 13,66               |
| Mesmo após vencerem as Seletivas, o coral continua impopular. Diretor Figgins diz que o coral terá de vencer as Regionais ou o clube acaba e que as líderes de torcida também usarão o auditório. Sue volta, depois de drogar Figgins num jantar e dormir com ele. A temporada de futebol acaba e Finn começa a jogar basquetebol e namorar com Rachel. Will quer que o coral seja melhor e pede que os alunos tragam um número com "Olá". Will e Emma marcam um encontro. Sue quer que Santana e Brittany saiam com Finn para causar ciúmes em Rachel, e ele aceita. Rachel quer um namoro sincero e Finn confessa que não quer namorar com ela, pois quer encontrar quem ele realmente é, mas Rachel acha que é porque ele não quer manchar sua reputação, o que a leva a cantar uma música que não contém Olá, mas fala sobre seus sentimentos em relação à Finn, decepcionando Will. Jesse St. James, cantor principal do Vocal Adrenaline, se apresenta para Rachel, criticando a apresentação dela nas seletivas, mas a considerando talentosa e os dois cantam juntos. Finn pede desculpas à Rachel, mas ela diz que é tarde, pois está saindo com Jesse. Finn acha suspeito ele ter aparecido logo após a vitória nas Seletivas e conta para Will. Sue e Brittany falam de Jesse para Sue e ela vê nisso uma oportunidade. Shelby Corcoran reprova uma apresentação do Vocal Adrenaline, enquanto Will os assiste e, depois, conversa com Shelby sobre o relacionamento de Rachel e Jesse e considera isso uma espionagem, mas ela diz que não joga sujo e os dois vão para a casa de Will, onde namoram um pouco. Will conta que ainda não se divorciou e que começou a ficar com outra pessoa, e Shelby diz que ele devia arrumar um tempo para si mesmo. O clube reprova o relacionamento de Rachel com Jesse e se ela não terminar com ele, os outros irão deixar o Novas Direções. Sue incentiva Rachel a continuar seu namoro com Jesse através de um grupo de solteiras. Emma e Terri discutem, e Emma diz que eles escolheram uma nova música para eles, a mesma que Will e Terri ouviram no baile e sugere que Emma procure no anuário. Rachel mantem o namoro com Jesse em segredo. Emma mostra o anuário ao Will e fala sobre Terri e a música, mas ele diz que não se importava mais com o baile e não lembrava mais da música. Emma, no entanto, acha que Will não sabe mais como ele é sozinho depois de viver durante anos com Terri e eles dão um tempo. Rachel finge ter terminado com Jesse e Finn quer ficar com ela novamente, mas ela diz que não pode, pois quer evitar qualquer problema e focar nas Regionais. Finn, no entanto, diz que não desistirá dela.                                                 |              |                                                    |                     |                                          |                        |                  |                     |
| 15 | 15           | "The Power of Madonna" "(O Poder de Madonna)" (BR) | Ryan Murphy         | Ryan Murphy                              | 20 de abril de 2010    | 1ARC14           | 12,98               |
| Sue pede ao diretor Figgins para tocar músicas da Madonna pelo alto-falante, ou ela contará à sua esposa sobre a noite em que eles dormiram juntos. Rachel se desaponta com Jesse enquanto namoravam e Tina se desaponta com Artie, e as garotas do coral não se sentem valorizadas pelos homens. Inspirado nas líderes de torcida, Will pede para os alunos trazerem músicas da Madonna, mas os garotos recusam fazer o número e Will diz a eles sobre o que as garotas sentem em relação a eles. Santana convida Finn para sair e perder a virgindade. Ele recusa, por gostar da Rachel, mas Santana diz que está na cara que ela ainda namora Jesse. Emma quer saber o motivo de Madonna não tocar em sua sala e Sue diz que é porque ela não merece. Rachel e Finn cantam um mash-up, para mostrar que meninos também podem fazer o número e pergunta se ela ainda namora com Jesse e ela acaba admitindo, magoando Finn. Sue não quer que Will faça uma homenagem à Madonna e ele ridiculariza seu cabelo pela primeira vez. Finn aceita o pedido de Santana. Kurt e Mercedes querem ajudar Sue e seu cabelo e ela diz que tem inveja do cabelo de Will. Rachel diz que está pronta para perder a virgindade com Jesse e Emma quer perder a virgindade com Will. Com Artie na direção, Kurt, Mercedes, Sue e os líderes de torcida fazem um número e Figgins diz que Sue é tão original quanto Madonna. Rachel diz não ter conseguido ficar com Jesse, pois achou que o coral a reprovaria e porque ela não está pronta. Finn diz que não conseguiu ficar com Santana, pois espera a pessoa certa, mas ele perde a virgindade. Emma também não conseguiu ficar com Will, pois ficou apavorada e Will diz que assinou o papel de divórcio. Jesse sai do Vocal Adrenaline para poder namorar Rachel, e ninguém gosta da ideia, mas Will deixa ele entrar mesmo assim. Kurt e Mercedes entram para as líderes de torcida como cantores e fazem uma apresentação com elas. Will fica triste por não terem contado a ele, mas eles dizem que ainda ficarão no coral. O coral faz uma apresentação entre eles e decidem tratar melhor as garotas. |              |                                                    |                     |                                          |                        |                  |                     |
| 16 | 16           | "Home" "(Uma Nova Chance)" (BR)                    | Paris Barclay       | Brad Falchuk                             | 27 de abril de 2010    | 1ARC15           | 12,18               |
| Sue obriga Mercedes e Kurt a fazerem uma dieta para uma entrevista de uma revista ou sairão do grupo. Will quer usar o auditório, mas Sue o usará e diz que está chantageando Figgins. Kurt diz que Mercedes tem de levar a sério a dieta e ela pede conselhos à Santana sobre emagrecer, e esta diz para tomar um shake que Sue fez para vomitar. A mãe de Finn quer vender algumas coisas de seu marido falecido e diz à Finn que está saindo com Burt, pai de Kurt. Procurando um lugar para o coral ensaiar, Will encontra April, que está saindo com Buddy Leibowitz, e esta permite que o coral ensaie na pista de patinação, onde ela é dona. Mercedes se pesa e ela engorda ainda mais. Kurt foi quem aproximou seu pai da mãe de Finn, mas ele prefere não revelar. April passa uma noite com Will e eles dormem juntos. Os Hummel e os Hudson fazem um jantar e Finn e Burt começam a ficar mais próximos, deixando Kurt com ciúmes. Mercedes começa a ter ilusões sobre comida e Quinn diz que também já passou por isso. Ela também diz que Mercedes não deve emagrecer e deixar de ser quem ela é por Sue. Kurt e Finn planejam separar seus pais. A mãe de Finn diz que conversava com as cinzas do pai de Finn e que precisa de uma família. Mercedes interrompe uma apresentação das líderes de torcida no ginásio, que estava sendo avaliada pelo editor da revista, e faz uma apresentação; no fim, Kurt diz que estava enganado sobre a dieta, eles se abraçam e o editor aprova a performance. Burt diz que nunca substituirá o pai de Finn, mas que ama sua mãe e os dois assistem um jogo de basquete, causando mais ciúmes em Kurt. April diz que ficou rica com a morte de Buddy, portanto irá para Broadway, e compra o auditório para Will. |              |                                                    |                     |                                          |                        |                  |                     |
| 17 | 17           | "Bad Reputation" "(A Lista)" (BR)                  | Elodie Keene        | Ian Brennan                              | 4 de maio de 2010      | 1ARC16           | 11,62               |
| O clube do coral posta um vídeo de Sue dançando uma canção de Olivia Newton-John no YouTube e uma lista secreta que aponta os mais sensuais do clube. O diretor exige que Will descubra o dono da lista e suspenda-o. Will quer que os alunos façam números de músicas que ficaram esquecidas e consideradas ruins. Kurt, Mercedes, Tina, Artie e Brittany querem chamar a atenção e fazem um número na biblioteca, mas não adianta. Então, resolvem admitir à Sue que eles postaram o vídeo dela. Humilhada por alunos e professores, Sue conversa com sua irmã e resolve ser terapeuta. Sue conta à Emma que Will namorou com Shelby e sugere que Emma seja mais ousada. Emma humilha Will na frente dos outros professores por ter namorado Shelby e dormido com April. Com isso, Will começa a pressionar o coral a revelar quem fez a lista, mas não obtém resultados. Olivia Newton-John diz que estará em Ohio e planeja fazer um vídeo com Sue. Kurt confessa para Sue que publicou o vídeo dela e ela agradece. Ele e os outros encontram na internet o número que Sue fez com Olivia. Com a ajuda de Artie, Rachel faz um vídeo no qual canta com Finn, Puck e Jesse, na tentativa de piorar sua reputação, mas os três ficam decepcionados, pois não sabiam que ela estava cantando com os outros dois também. Will tenta se reconciliar com Emma, mas ela o recusa. Ele descobre que Quinn é a dona da lista, mas não conta para o diretor e este resolve esquecer o assunto. |              |                                                    |                     |                                          |                        |                  |                     |
| 18 | 18           | "Laryngitis" "(Minha Música)" (BR)                 | Alfonso Gomez-Rejon | Ryan Murphy                              | 11 de maio de 2010     | 1ARC17           | 11,57               |
| Puck raspa o moicano e perde sua popularidade. Então decide namorar Mercedes, mas ela o recusa. Rachel percebe que apenas ela canta, enquanto que os outros apenas fingem. Will quer que todos voltem a cantar e pede pra que cada aluno cante uma música que expresse o momento em que eles estão vivendo. Finn e Burt planejam ir a um jogo e Kurt fica triste por não ter sido convidado. Rachel descobre que está com laringite ao tentar cantar e Kurt, sob influência de Sue, começa a duvidar se realmente é gay e tenta um novo visual. Finn diz a Rachel que Jesse não a merece e que sem seu talento ele nunca ligaria para si, mas ela discorda. Puck canta com Mercedes e Santana fica com ciúmes. Mercedes conta à Quinn que está apaixonada por Puck, e Quinn fica feliz por ela, mas diz que ele só está usando-a para ficar popular. Kurt faz um número que considera masculino e Will diz que aquele não é ele. Brittany, no entanto, quer namorar com ele pois é o único garoto com o qual ela não dormiu e Kurt aceita. Burt diz que está confuso sobre Kurt ser gay ou não e que ele está livre para decidir. Mercedes percebe que Puck ainda sente algo por Santana e as duas brigam. Mercedes termina com Puck por seus bullyings e sai das líderes de torcida por não ser o que ela quer. Finn apresenta à Rachel um velho amigo dele chamado Sean, que é tetraplégico, e ajuda Rachel a superar a laringite. Esta, para retribuir, começa a dar aulas de canto a ele. Mesmo agindo como hétero, Kurt ainda é excluído das atividades de Burt e Finn. Burt assiste a um número de Kurt e diz que o ama como ele é. |              |                                                    |                     |                                          |                        |                  |                     |
| 19 | 19           | "Dream On" "(Os Sonhos)" (BR)                      | Joss Whedon         | Brad Falchuk                             | 18 de maio de 2010     | 1ARC18           | 11,59               |
| Bryan Ryan, o antigo rival do tempo de escola de Will, retorna como membro da secretaria da educação. Ele diz que tem de cortar alguns programas de artes, como o coral e que quer falar com o Novas Direções, onde ele começa a destruir os sonhos dos garotos. Artie admite para Tina que queria ser dançarino e eles planejam fazer um número de dança. Jesse volta de sua viagem e conversa com Rachel sobre sonhos, onde ela diz que quer saber mais sobre sua mãe, iniciando uma investigação sobre ela. Artie e Tina começam a ensaiar, até que Artie tenta usar muletas e cai no chão. Will e Bryan dão uma volta pelos velhos tempos e marcam uma audição para o Lima Guilt. Rachel pesquisa sobre sua mãe e acha que é Patti LuPone, mas ela e Jesse acabam discordando da hipótese. Ela menciona Bernadette Peters e admite que não quer ter uma mãe descuidada ou safada. Então, decidem investigar na casa de Rachel. Tina e Artie ficam juntos novamente e ela fala sobre terapias. Na casa de Rachel, Jesse mostra uma fita de sua mãe cantando, mas ela se recusa a ouvir. Will e Bryan acabam competindo no Lima Guilt, sendo forçados a cantar um dueto. Bryan conta à Sue que ele não cortará o coral, voltará a cantar e que o orçamento das líderes de torcida será cortado pela metade. Jesse conta para Shelby que Rachel está com a fita, mas que não quer ouvi-la e que está apaixonado pela garota. Ele fica indignado por Shelby não contar à Rachel que é sua mãe e ela diz que não pode falar com a filha até que ela complete dezoito anos ou que a garota venha até a mãe. Artie fala com Emma sobre as terapias que Tina tinha comentado, mas ela diz que vai demorar para ele encontrar um bom médico para ajudá-lo. Vendo a decepção do garoto, ela aconselha que ele faça algumas sessões, mas não adianta. Bryan compra algumas roupas e partituras para o Novas Direções, mas pega de volta e diz que cortará o programa quando Sue diz que Will pegou o papel principal em Lima Guilt. Will mostra a foto do coral no anuário para Bryan e entrega o papel principal, e Bryan muda de ideia novamente. Jesse coloca a fita para Rachel ouvir sua mãe cantando e ela canta junto. Will conta ao coral que Bryan não vai mais cortá-los e Artie aceita a sua condição física, o que faz com que Tina escolha Mike para mostrar os passos de dança para as Regionais. |              |                                                    |                     |                                          |                        |                  |                     |
| 20 | 20           | "Theatricality" "(Eu Sou O Que Sou)" (BR)          | Ryan Murphy         | Ryan Murphy                              | 25 de maio de 2010     | 1ARC19           | 11,49               |
| Diretor Figgins proíbe roupas góticas, como as que Tina usa, por lembrarem dos vampiros. Burt, o pai de Kurt, convida Finn e sua mãe para morarem com eles, mas Finn não se sente à vontade com a ideia de dividir o quarto com Kurt. Rachel descobre que o Vocal Adrenaline fará números de Lady Gaga e o Novas Direções também fará, o que deixa os garotos decepcionados, com exceção de Kurt. Mercedes, Quinn e Rachel assistem um ensaio do Vocal Adrenaline, onde Shelby faz uma demonstração com e Rachel se apresenta, dizendo ser sua filha. Finn reclama com o sr. Schue sobre os números de Lady Gaga e que eles sempre estão fazendo o que as garotas querem e Will concorda. Puck sugere o nome de Jack Daniels à filha de Quinn, mas ela recusa, pois não ficará com a filha. Kurt e Tina começam a usar seus trajes para o número de Lady Gaga e são humilhados por Dave Karofsky e seu amigo, Azimio. Mercedes e Quinn contam ao Novas Direções que Shelby é mãe de Rachel e todos ficam surpresos. As garotas e Kurt mostram roupas bem trabalhadas, com exceção de Rachel, que usa um vestido feito de bichos de pelúcia grampeados por seus pais. Elas fazem um número e Finn é humilhado por Dave e Azimio enquanto se preparava para se apresentar com os outros garotos. Rachel faz outra visita à Shelby e ela faz um novo vestido para a garota. Finn e os outros garotos, com exceção de Kurt, apresentam uma canção do Kiss. Tina e Kurt têm suas roupas vandalizadas por Dave e Azimio e Kurt tenta ajudar Finn a retirar a maquiagem do Kiss, mas ele recusa. Will tem medo que Rachel acabe se machucando por causa de sua mãe e conversa com Shelby. Ela diz que não pode mais ter filhos por causa de uma cirurgia e por isso quer ela de volta. Kurt decora o quarto que dividirá com Finn, e ele diz que não pode compartilhar um quarto com um homossexual e usa palavras homofóbicas, o que enfurece Burt e o expulsa de casa. Puck tenta se expressar para Quinn e faz uma performance com a ajuda dos garotos, na qual sugere que o nome seja Beth, caso seja uma menina, e diz que quer acompanhar o nascimento. Motivada por Will, Shelby diz para Rachel que é tarde para elas criarem um laço de mãe e filha. Tina obriga Figgins a permitir as roupas góticas, ou seu pai o atacaria. Finn e o Novas Direções protegem Kurt de Dave e Azimio e eles prometem voltar com os outros jogadores. |              |                                                    |                     |                                          |                        |                  |                     |
| 21 | 21           | "Funk" "(Nós Queremos Funk)" (BR)                  | Elodie Keene        | Ian Brennan                              | 1 de junho de 2010     | 1ARC20           | 8,99                |
| Alguns alunos do coral acham que o Vocal Adrenaline está fraco por perder Jesse, até que ele diz para todo o Novas Direções que voltará para o outro grupo por ter sido maltratado. Além de perderem um bom membro, eles têm a sala vandalizada com papéis higiênicos. Sue diz ter dado as chaves do auditório para o Vocal Adrenaline e que quer transformar a sala do coral numa sala de troféus. Will e Terri se divorciam no papel e ele fala sobre arrependimentos com o coral, onde eles deviam revidar. Puck e Finn furam os pneus dos carros do Vocal Adrenaline. Shelby quer que o pagamento venha do fundo do coral, mas isso acabaria com o coral pois não tem dinheiro. Então, Finn e Puck prometem arrumar um emprego. Will quer comprar drogas com Sandy, pois está deprimido e Sandy sugere que Will revida com o ponto fraco do Vocal Adrenaline: Funk. Os garotos ficam empolgados, incluindo Quinn, que é ridicularizada quando diz que quer fazer um número de Funk. Will percebe que Rachel está deprimida por causa de Jesse e ela diz que ele só queria magoá-la para eles perderem nas Regionais e Will acaba encontrando uma maneira de acabar com Sue. Will começa a elogiar Sue e faz um número de Funk para ela, mas ela sai sem deixar comentários. Puck e Finn começam a trabalhar no Sheets-N-Things, onde Terri trabalha. Sue fica apaixonada por Will e eles marcam um encontro. Finn não consegue se concentrar no trabalho e recebe a ajuda de Terri com o número de funk. Quinn reúne algumas garotas grávidas e faz um número; Mercedes é a única que não o aprova. Sue espera por Will no encontro e, decepcionada, vai até a casa dele, onde Will diz que ela é cruel e não tem interesse nela. Noutro dia, as líderes de torcida entram em depressão por causa da depressão de Sue. Acidentalmente, Puck, Finn e Mercedes fazem um número de Rap, mas Will deixa passar. Mercedes convida Quinn para morar com ela e ela aceita. Will visita Sue e ela fala sobre seus planos com Will e ele pede desculpas. Rachel é humilhada por Jesse e o Vocal Adrenaline e como vingança, Will os chama para o auditório. Sue vence as Nacionais e dá duas opções à Will: Ou o troféu fica na sala do coral ou ele a beija. Quando Will ia beijá-la, ela decide deixar o troféu na sala do coral. O Novas Direções faz uma apresentação de funk que deixa o Vocal Adrenaline deprimido. |              |                                                    |                     |                                          |                        |                  |                     |
| 22 | 22           | "Journey [A]" "(Regionais)" (BR)                   | Brad Falchuk        | Brad Falchuk                             | 8 de junho de 2010     | 1ARC21           | 10,92               |
| Sue vai ser jurada nas Regionais e Will reclama com o diretor Figgins, pois ela não seria imparcial e prejudicaria o Novas Direções para que perdesse e acabasse. Will e o coral fazem a primeira reunião anual para a escolha da lista de músicas para as Regionais, mas ninguém espera a vitória com Sue no júri. Então, Will pede ajuda à Emma, que o lembra que o importante não era ganhar ou perder. Ela também conta que está saindo com Carl Howell, seu dentista. Finn quer que ele e Rachel voltem a ser os líderes do coral, e eles se beijam. Depois de ouvir "Don't Stop Believin'" em seu carro, Will quer que os garotos cantem músicas do Journey e alcancem um dez, já que na primeira apresentação deles, eles alcançaram um nove. Nas Regionais, os jurados são: Sue, Rod Remington, Olivia Newton-John e Josh Groban. O primeiro coral a se apresentar é Aural Intensity, que faz um mash-up com canções de dois dos juízes. Em seguida, o Novas Direções se apresenta com músicas do Journey. A mãe de Quinn assiste a apresentação deles e diz que largou seu marido, pois estava sendo traída. Ela pede à filha para voltar para casa e a bolsa de Quinn estoura. Enquanto Vocal Adrenaline se apresenta, Quinn é levada ao hospital, onde tem sua filha. Rachel parabeniza Shelby pela apresentação de seu coral e propõe que Shelby dê aula no McKinley, mas esta diz que não quer mais dirigir corais. Sue é humilhada pelos outros três jurados e ela vota para que o Novas Direções fique em primeiro lugar. No entanto, eles ficam em terceiro, Aural Intensity em segundo e o Vocal Adrenaline em primeiro. Shelby visita Quinn e Puck no hospital e Puck diz que o nome da bebê é Beth. Emma discute com o diretor Figgins, que deu a sala do coral para a turma de mímica. Will diz que a ama e lhe beija, até que Rachel o chama para o auditório. Os alunos do coral falam sobre como eram, que venceram por causa de Will e fazem uma apresentação em sua homenagem, que Sue assiste e se emociona. Sue não revela seu voto para Will e fala sobre sua felicidade da derrota do coral mas que, através de chantagem, conseguiu mais uma chance para o Novas Direções. Will conta para o coral que eles terão outro ano e faz uma apresentação com Puck. Shelby assina os papeis e adota a filha de Puck e Quinn. |              |                                                    |                     |                                          |                        |                  |                     |

## Produção
A temporada foi produzida pela 20th Century Fox Television e Ryan Murphy Television, e foi ao ar pela Fox nos Estados Unidos. O produtor executivo Dante Di Loreto e o criador Ryan Murphy e Brad Falchuk, com John Peter Kousas e o criador Ian Brennan trabalhando como produtor co-executivo. A primeira temporada teve dois episódios que foi escrito por Murphy, Falchuk e Brennan; todos os outros episódios foram escritos individualmente. Murphy e Falchuk também dirigiram alguns episódios, enquanto outros episódios foram dirigidos por Elodie Keene, John Scott, Paris Barclay, Bill D'Elia e Alfonso Gomez-Rejon. Joss Whedon foi convidado para dirigir o episódio "Dream On". O episódio piloto foi transmitido como uma visualização prévia da temporada em 19 de maio de 2009. A série retornou em 9 de setembro de 2009, e depois de três episódios, a Fox escolheu Glee para uma temporada completa em 21 de setembro de 2009. Os primeiros treze episódios foram exibidos até o dia 9 de dezembro de 2009, o restante da temporada foi exibida na mid-season até o dia 13 de Abril de 2010. Depois indo ao ar as quartas-feiras às 21h00min, a primeira temporada foi movida para as terças-feiras no mesmo horário até o final dos nove episódios. O anúncio da segunda temporada ocorreu no dia 11 de janeiro de 2010, com uma produção da terceira temporada anunciada no dia 23 de maio de 2010.